# Agios
Agios, Graecum, Trisagio, o Agios o Theos, primeras palabras de una doxología propia de la liturgias cristianas, común a casi todas las tradiciones litúrgicas antiguas, que canta en triple alabanza la Santidad, la Fuerza y la Inmortalidad de Dios. Su texto transcrito del griego, según el Liber usualis, es:
```
Αγιος Ο Θεος Αγιος Ισχυρος, Αγιος Αθανατος, Ελέησον Ιμάς                                                                                   
Agios O Theos
 
Agios Iskyros
 
Agios Athanatos, eleison imas
.
```

Que en castellano puede traducirse como:
```
Santo Dios, Santo Fuerte, Santo Inmortal, ten misericordia de nosotros.
```

En la Liturgia romana se canta en forma de responsorio, con dos coros alternos, en los Oficios del Viernes Santo, durante el descubrimiento de la Cruz, tras cada uno de los Improperios. En esta liturgia el primer coro canta uno de los versos en griego, y es respondido por el segundo con el mismo verso en latín. De esta manera, queda estructurado así:
```
Coro 1/ 
Agios O Theos
 Coro 2/ 
Sanctus Deus
 Coro 1/ 
Agios Iskyros
 Coro 2/ 
Sanctus Fortis
 Coro 1/ 
Agios Athanatos, eleison imas.
 Coro 2/ 
Sanctus Inmortalis, miserere nobis.
```

Sin embargo, otras liturgias católicas siguen entonándolo solo con el texto griego, como es el caso de la Liturgia hispánica, que lo introduce tras el Sancta Sanctis.
La Iglesia Ortodoxa Copta, utiliza el trisagio cantado enteramente en griego, pero con una pronunciación copta, es así que la primera línea del trisagio copto reza:
```
Ⲁⲅⲓⲟⲥ Ⲟ Ⲑⲉⲟⲥ Ⲁⲅⲓⲟⲥ Ⲓⲥⲭⲩⲣⲟⲥ Ⲁⲅⲓⲟⲥ Ⲁⲑⲁⲛⲁⲧⲟⲥ, ⲟ ⲉⲕ ⲡⲁⲣⲑⲉⲛⲟⲩ ⲅⲉⲛⲛⲉⲑⲏⲥ ⲉⲗⲉⲓⲥⲟⲛ ⲓⲙⲁⲥ.                                                                 
Agios o Theos Agios Isshiros, Agios Athanatos, o ek partheno gennetis, eleison imas.
```

Que en castellano se traduce como:
```
Santo Dios, Santo Fuerte, Santo Inmortal, que naciste de una Virgen, ten misericordia de nosotros.
```

La primera noticia segura que se tiene de su uso es durante el Concilio de Calcedonia (451), donde los Padres que acudieron lo utilizaron como aclamación al finalizar las sesiones.